# Alcis subnitida
Alcis subnitida là một loài bướm đêm trong họ Geometridae.